# Aphte
 Mise en garde médicale

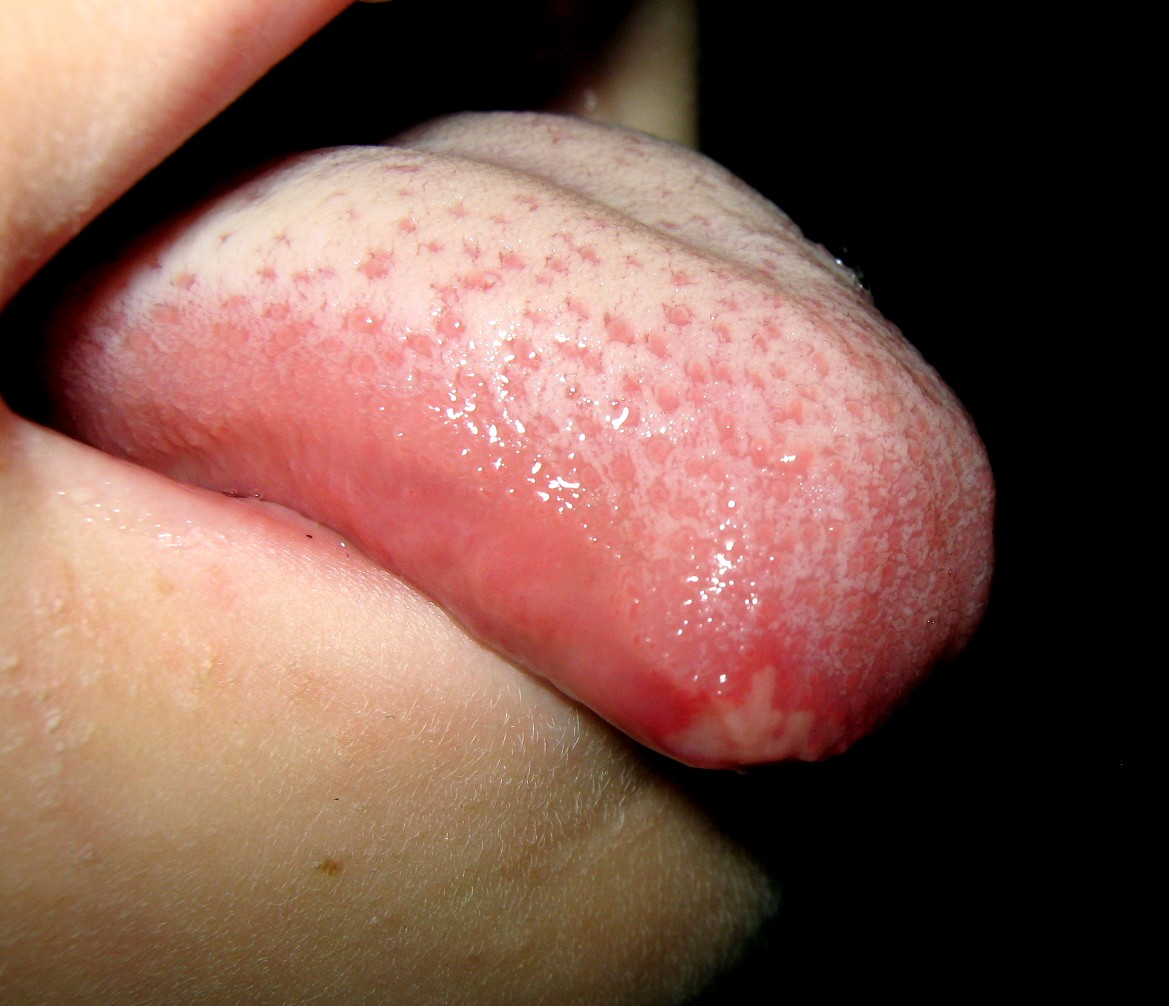
Localisation à l'extrémité de la langue, éventuellement à la suite d'une morsure de la langue

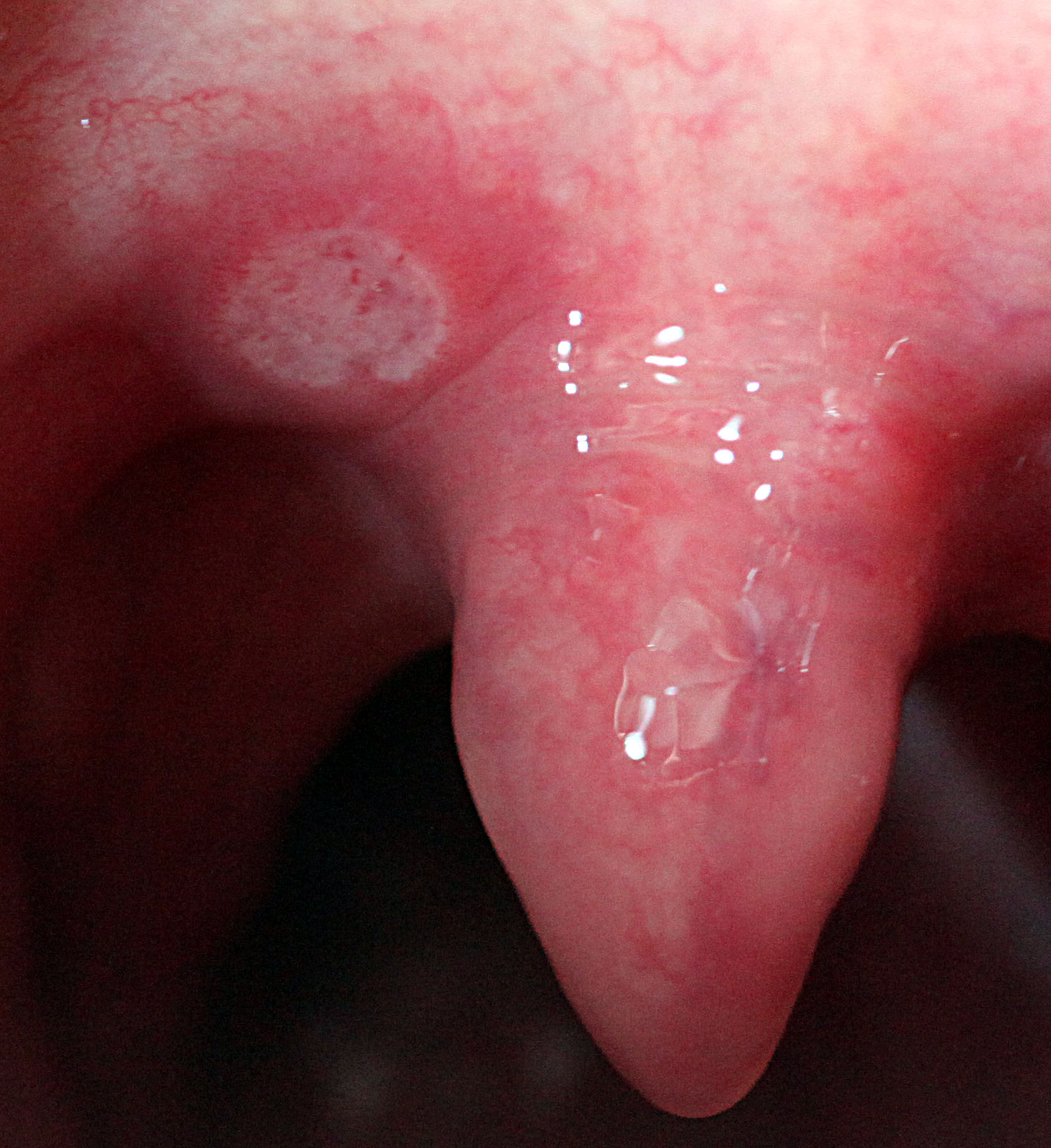
...près de la luette

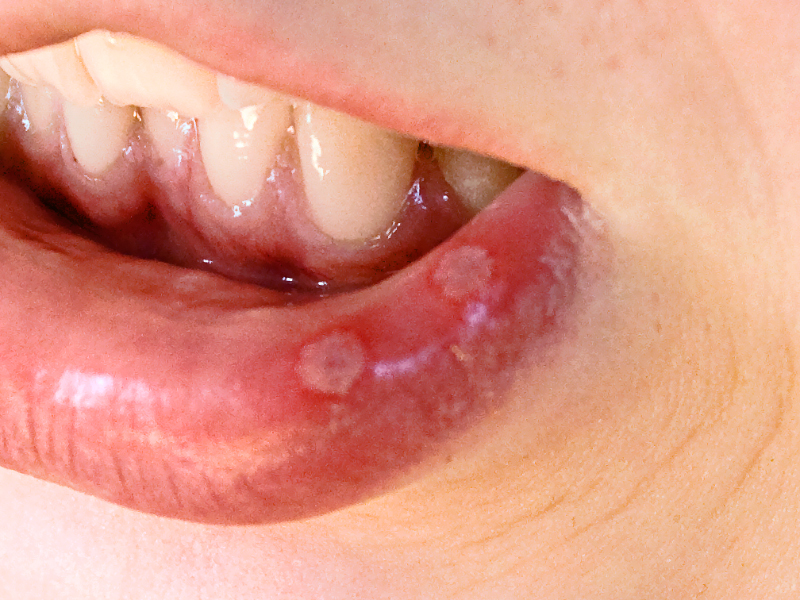
...sur les lèvres (muqueuse kératinisée) peut être confondu avec un herpès

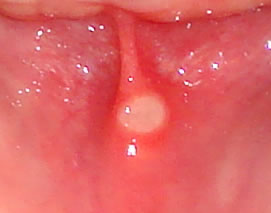
...sur le frein de la lèvre inférieure

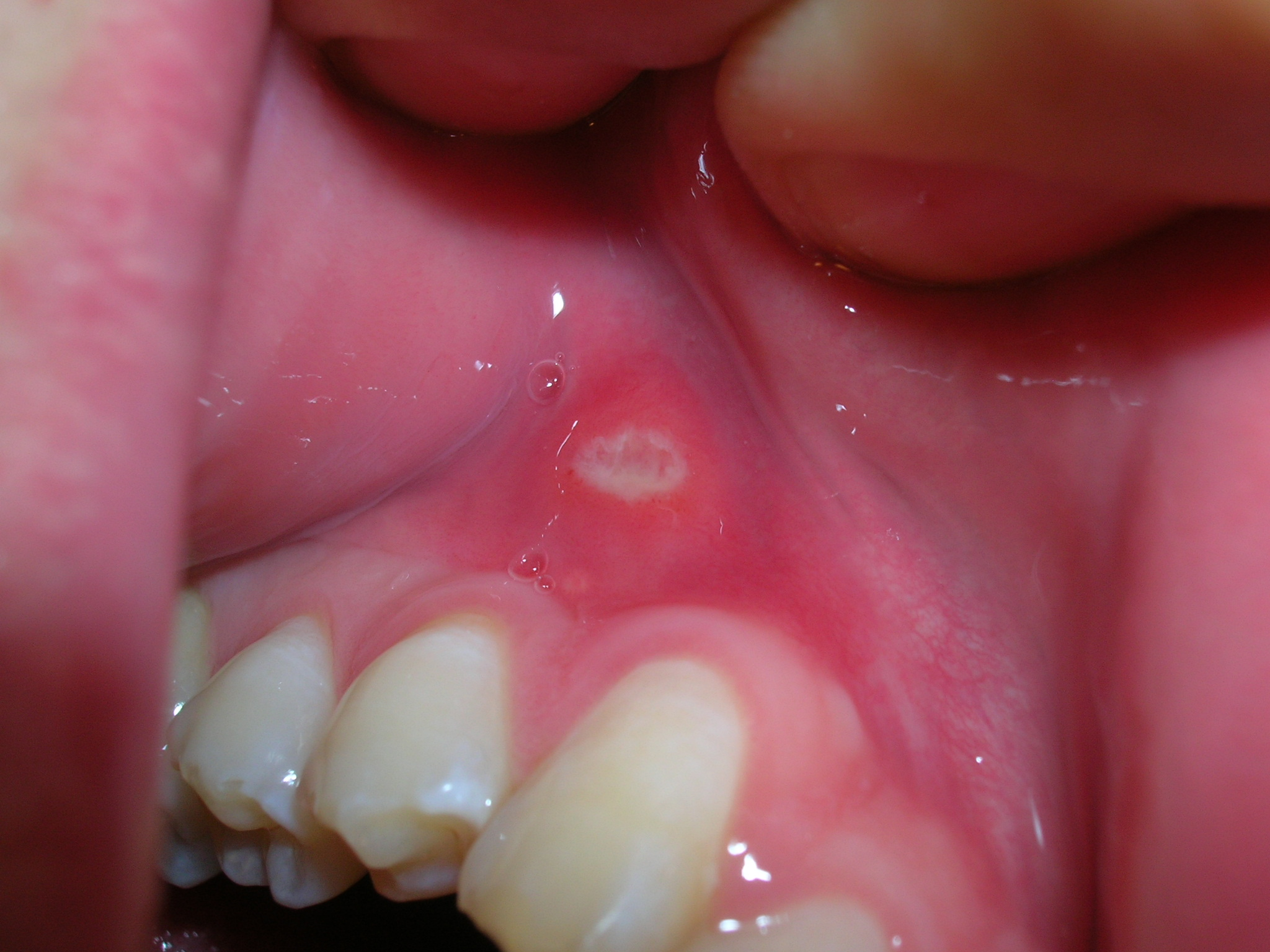
...sur la gencive supérieure

Un aphte (du grec ancien ἄφθη / áphthê, de ἄπτω / áptô, brûler) est un ulcère superficiel douloureux de la muqueuse buccale ou d'un autre organe. Il est parfois « bipolaire » (oro-génital). Au niveau de la muqueuse buccale, il se forme la plupart du temps sur l'intérieur des lèvres et des joues, la langue, le palais, les gencives ou la gorge.
Les aphtes apparaissent le plus souvent chez un sujet apparemment « sain », de façon isolée. Ils sont parfois précédés d’une sensation de cuisson, et guérissent spontanément. Caractérisés par une forme arrondie ou ovale sur un fond jaune cerné d’un halo rouge inflammatoire, non indurés.
Lorsque les aphtes buccaux ne sont pas isolés et sont systématiquement accompagnés d'autres symptômes, ils peuvent évoquer : 
- Une maladie de Behçet ;
- une des maladies inflammatoires de l'intestin (colite ulcéreuse, maladie de Crohn).

## Classification
Les aphtes revenant périodiquement sont dits « récidivants » ; ils sont le symptôme d'une stomatite aphteuse récidivante.[citation nécessaire]
Les stomatites aphteuses ou aphtoses sont généralement classées selon trois formes :
1. Mineure : de loin le plus fréquent, où les ulcérations sont limitées en taille (< 10 mm), en nombre (< de 10), et guérissent rapidement sans séquelle (< de 10 jours) ;
2. Miliaire : les ulcérations sont petites (1-2 mm), très nombreuses (jusqu’à 100), et surtout très douloureuses mais là encore guérissant rapidement sans séquelles  ;
3. Majeure : appelé aphte géant (jusqu’à 5 cm), handicapant pour l’alimentation et la locution, durable (jusqu’à 3 mois), et laissant des cicatrices fibreuses rétractiles et parfois mutilantes (aphtes nécrotiques de Sutton)[1]. Il est situé dans la région du palais postérieur ou en avant du pharynx. Il est plus grave, plus douloureux car plus profond et associé à une nécrose des tissus. Une surinfection est possible (bactérienne ou fongique), difficile à traiter en cas d'immunodéficience (VIH, sida…).

## Épidémiologie
De nombreuses études épidémiologiques ont montré que les aphtes touchent toutes les populations (15 % à 30 % des populations touchées en moyenne), mais avec des différences de prévalences importantes.
Les femmes sont plus touchées que les hommes avec des crises plus fréquentes.
Les aphtes touchent surtout les personnes de moins de 45 ans, avec un pic de fréquence pour la tranche 16-25 ans.

## Étiologie
Ces lésions sont fréquentes et d'étiologie inconnue. On ignore à ce jour si les aphtes sont le symptôme d'une seule ou de plusieurs affections. Il est probable qu'il y ait des facteurs génétiques à l'origine au moins de certains aphtes.
Leur survenue peut être liée à des facteurs nutritionnels, psychologiques (spécialement le stress, la fatigue accumulée) ou hygiéniques (lavage des dents négligé, vaisselle mal nettoyée...)[réf. nécessaire]. La consommation de tomate cuite, de noix, de noisettes, d'amandes, d'emmental, de bananes, d'agrumes et fruits acides (kiwi, ananas...), de chocolat, et de tous les aliments allergènes favorise leur apparition[réf. nécessaire].
L'utilisation prolongée d'antiseptiques locaux, comme les pastilles pour la gorge, ou d'un dentifrice contenant du laurylsulfate de sodium peut aussi provoquer chez certaines personnes l'apparition d'aphtes, probablement à la suite d'un déséquilibre de la flore buccale.

## Évolution
La guérison est spontanée en 8 à 10 jours dans des conditions d'hygiène normale, traités par des antiseptiques locaux. Si un aphte n'a pas disparu deux semaines après son apparition ou si d'autres sont apparus entre-temps, la consultation d'un praticien est fortement conseillée.
Il existe de nombreux traitements traditionnels, dont ceux basés sur le vinaigre en bain de bouche,.

## Contextes d'apparitions
La formation des aphtes pourrait être favorisée par :
- des blessures légères à l'intérieur de la bouche ;
- la fatigue et le stress ;
- certaines allergies ;
- des carences alimentaires (vitamine B12 notamment) ;
- le sevrage tabagique ;
- des médicaments ;
- des changements hormonaux.

La présence de plusieurs aphtes buccaux ou génitaux est appelée « aphtose ».